# Deadline – U.S.A.
Deadline – U.S.A. is een Amerikaanse dramafilm uit 1952 onder regie van Richard Brooks. De film werd destijds in Nederland en Vlaanderen uitgebracht onder de titel Bloedbad op het voorblad.

## Verhaal
De redacteur Ed Hutcheson ontdekt dat zijn krant zal worden doorverkocht aan een rivaal. Wanneer een journalist in elkaar wordt geslagen door een crimineel, besluit hij van zijn drie laatste dagen bij de krant gebruik te maken om de dader voor een oude moord te laten hangen.

## Rolverdeling
| Acteur          | Personage                |
| --------------- | ------------------------ |
| Humphrey Bogart | Ed Hutcheson             |
| Ethel Barrymore | Margaret Garrison        |
| Kim Hunter      | Nora Hutcheson           |
| Ed Begley       | Frank Allen              |
| Warren Stevens  | George Burrows           |
| Paul Stewart    | Harry Thompson           |
| Martin Gabel    | Tomas Rienzi             |
| Joe De Santis   | Herman Schmidt           |
| Joyce Mackenzie | Katherine Garrison Geary |
| Audrey Christie | Mevrouw Willebrandt      |
| Fay Baker       | Alice Garrison Courtney  |
| Jim Backus      | Jim Cleary               |